# David Miller (travkusk)
David Miller, född 10 december 1964, är en amerikansk travkusk och travtränare. Miller är en av nordamerikas mest framgångsrika kuskar och valdes 2014 in i Harness Racing Museum & Hall of Fame. Han har kört hästar som Always B Miki, Magician, No Pan Intended, Won The West, Poof She's Gone och Gimpanzee.

## Karriär
David Miller föddes den 10 december 1964 i Columbus i Ohio. Han växte upp i Reynoldsburg i Ohio i en familj där hans far, farfar, farbror, brorson och kusin var aktiva inom travsporten. Miller såg sitt första Little Brown Jug när han var 12 år gammal.
Som kusk har Miller bland annat kört passgångaren No Pan Intended, som han tog titeln Triple Crown med 2003. Han har segrat i flera Triple Crown- och Breeders Crown-lopp inom både trav- och passgångssport. Han har även segrat i Little Brown Jug fem gånger. Miller och Billy Haughton är de enda kuskarna som segrat i Little Brown Jug och Little Brown Jugette samma år.
Den 3 maj 2014 tog Miller sin 11 000:e seger i karriären, och blev då den 8:e nordamerikanska kusken som gjort det. Den 21 augusti 2020 på Harrah's Philadelphia tog Miller sin 13 000:e seger i karriären, och blev då den femte nordamerikanska kusken som gjort det.

### I Sverige
Miller har även kört lopp i Sverige. I Elitloppet 2014 på Solvalla körde Miller hästen Uncle Peter åt Jimmy Takter. Ekipaget slutade på sjunde plats i sitt kvalheat och kvalade därmed inte in till finalheatet.

## Större segrar i urval
| År   | Lopp                                   | Häst               | Tränare            |
| ---- | -------------------------------------- | ------------------ | ------------------ |
| 1999 | Nat Ray Trot                           | Magician           | Earl Cruise        |
| 2000 | Arthur J. Cutler Memorial              | Magician           | Earl Cruise        |
| 2000 | Maple Leaf Trot                        | Magician           | Earl Cruise        |
| 2001 | Arthur J. Cutler Memorial              | Magician           | Earl Cruise        |
| 2001 | Cane Pace                              | Four Starzzz Shark | Edward Hart        |
| 2002 | Messenger Stakes                       | Allamerican Ingot  | Robert McIntosh    |
| 2002 | Canadian Trotting Classic              | Kadabra            | Jimmy Takter       |
| 2002 | Breeders Crown 3YO Colt & Gelding Trot | Kadabra            | Jimmy Takter       |
| 2003 | Breeders Crown 3YO Colt & Gelding Pace | No Pan Intended    | Ivan Sugg          |
| 2003 | Arthur J. Cutler Memorial              | Kadabra            | Jimmy Takter       |
| 2003 | Cane Pace                              | No Pan Intended    | Ivan Sugg          |
| 2003 | Messenger Stakes                       | No Pan Intended    | Ivan Sugg          |
| 2003 | Little Brown Jug                       | No Pan Intended    | Ivan Sugg          |
| 2004 | Breeders Crown 2YO Colt & Gelding Trot | Ken Warkentin      | Jimmy Takter       |
| 2004 | Breeders Crown Open Mare Pace          | Always Cam         | Bill Zendt         |
| 2005 | Messenger Stakes                       | Gryffindor         | Brendan Johnson    |
| 2006 | Breeders Crown 3YO Filly Trot          | Susie's Magic      | Anthony O'Sullivan |
| 2008 | Adios Pace                             | Shadow Play        | Mark Ford          |
| 2008 | Little Brown Jug                       | Shadow Play        | Ian Moore          |
| 2008 | Breeders Crown 2YO Filly Pace          | Fox Valley Topaz   | Ken Rucker         |
| 2008 | Breeders Crown 3YO Filly Pace          | A And G`sconfusion | Casie Coleman      |
| 2009 | Breeders Crown 2YO Filly Trot          | Poof She's Gone    | Richard Norman     |
| 2009 | Merrie Annabelle                       | Poof She's Gone    | Richard Norman     |
| 2010 | Yonkers Trot                           | On The Tab         | Jimmy Takter       |
| 2010 | Breeders Crown Open Pace               | Won The West       | Ron Burke          |
| 2011 | Kentucky Futurity                      | Manofmanymissions  | Erv Miller         |
| 2011 | Yonkers Trot                           | Leader Of The Gang | Jimmy Takter       |
| 2011 | Little Brown Jug                       | Big Bad John       | Ron Potter         |
| 2012 | Merrie Annabelle                       | To Dream On        | Jimmy Takter       |
| 2012 | Breeders Crown Open Pace               | Bettor Sweet       | Thomas Cancelliere |
| 2013 | Earl Beal Jr. Memorial                 | Corky              | Jimmy Takter       |
| 2013 | Breeders Crown 2YO Filly Pace          | Uffizi Hanover     | Jimmy Takter       |
| 2013 | Breeders Crown Open Mare Pace          | Shelliscape        | Pj Fraley          |
| 2014 | Adios Pace                             | McWicked           | Casie Coleman      |
| 2015 | Jim Doherty Memorial                   | Broadway Donna     | Jim Campbell       |
| 2015 | Cane Pace                              | Dealt A Winner     | Mark Silva         |
| 2015 | Breeders Crown 3YO Colt & Gelding Trot | The Bank           | Jimmy Takter       |
| 2015 | Breeders Crown 3YO Filly Pace          | Divine Caroline    | Joe Holloway       |
| 2015 | Breeders Crown Open Mare Trot          | D'One              | Roger Walmann      |
| 2015 | Breeders Crown Open Mare Pace          | Color's A Virgin   | Brian Brown        |
| 2015 | Breeders Crown Open Pace               | Always B Miki      | Jimmy Takter       |
| 2016 | Peter Haughton Memorial                | What The Hill      | Ron Burke          |
| 2016 | Ben Franklin Free-For-All Pace         | Always B Miki      | Jimmy Takter       |
| 2016 | Little Brown Jug                       | Betting Line       | Casie Coleman      |
| 2016 | Gold Cup Invitational Pace             | Always B Miki      | Jimmy Takter       |
| 2016 | North America Cup                      | Betting Line       | Casie Coleman      |
| 2016 | Breeders Crown 3YO Filly Trot          | Broadway Donna     | Jim Campbell       |
| 2016 | Breeders Crown Open Pace               | Always B Miki      | Jimmy Takter       |
| 2016 | TVG Free For All Pace                  | Always B Miki      | Jimmy Takter       |
| 2017 | Adios Pace                             | Fear the Dragon    | Brian Brown        |
| 2017 | North America Cup                      | Fear the Dragon    | Brian Brown        |
| 2017 | Breeders Crown 3YO Colt & Gelding Trot | What The Hill      | Ron Burke          |
| 2018 | Meadowlands Pace                       | Courtly Choice     | Blake MacIntosh    |
| 2018 | Metro Pace                             | Stag Party         | Casie Coleman      |
| 2018 | Little Brown Jug                       | Courtly Choice     | Blake MacIntosh    |
| 2019 | John Cashman Memorial                  | Crystal Fashion    | Jim Campbell       |
| 2019 | Peter Haughton Memorial                | Real Cool Sam      | Jim Campbell       |
| 2019 | Breeders Crown 3YO Colt & Gelding Trot | Gimpanzee          | Marcus Melander    |
| 2020 | Breeders Crown 2YO Filly Trot          | Lady Chaos         | Linda Toscano      |
| 2021 | Jim Doherty Memorial                   | Venerable          | Richard Norman     |